# Румыния на зимних Олимпийских играх 1968
Румыния принимала участие в Зимних Олимпийских играх 1968 года в Гренобле (Франция) в восьмой раз за свою историю, и завоевала одну бронзовую медаль — в бобслее. Это единственная зимняя олимпийская медаль Румынии.

## Состав сборной
Сборная страны состояла из 30 спортсменов (29 мужчин и 1 женщина), они соревновались в 5 видах спорта:
- биатлон
- бобслей
- горнолыжный спорт
- фигурное катание
- хоккей.

Самой молодой участницей сборной была 11-летняя фигуристка Бятриче Хуштиу, она же была самой молодой участницей этой Олимпиады, ей доверили нести флаг Румынии на церемонии открытия Игр. Самым старшим участником сборной был 35-летний хоккеист Золтан Цака.

## Результаты

### Медали
Бронза
- Бобслей, мужчины — Ион Панцуру и Николае Нягое.

### Биатлон
Местом проведения биатлонных соревнований стал Отран, расположенный в горном массиве Веркор.
Мужчины — индивидуальная гонка
Мужская индивидуальная гонка на 20 км в биатлоне прошла 12 февраля. В соревнованиях приняли участие 60 спортсменов из 16 стран. Промахи на стрельбище штрафовались по-разному. Мишень состояла из двух кругов: внутреннего и наружного. При попадании в наружный круг спортсмен получал штраф в 1 минуту, при промахе за пределы наружного круга штраф составлял 2 минуты.
| Дистанция | Спортсмен           | Время     | Штрафы | Поправленное время | Место |
| --------- | ------------------- | --------- | ------ | ------------------ | ----- |
| 20 км     | Николае Бэрбэшеску  | 1’24:05,3 | 4      | 1’28:05,3          | 29    |
| 20 км     | Георге Чимпоя       | 1’25:36,5 | 1      | 1’26:36,5          | 23    |
| 20 км     | Вильмош Георге      | 1’20:07,3 | 6      | 1’26:07,3          | 22    |
| 20 км     | Константин Карабела | 1’22:52,2 | 0      | 1’22:52,2          | 14    |

Мужчины: эстафета 4 x 7,5 км
Мужская эстафета прошла 15 февраля. Это была первая эстафета в рамках Олимпийских игр. В соревнованиях приняли участие 14 сборных. Каждая команда состояла из четырёх спортсменов, каждый из которых бежал 7,5 км и стрелял дважды: из положения лёжа и из положения стоя. У каждого спортсмена есть три запасных патрона на каждой стрельбе. За каждый промах биатлонист должен был бежать штрафной круг длиной 200 м.
| Место | Команда                                                                             | Время                                     | Промахи | Отставание |
| ----- | ----------------------------------------------------------------------------------- | ----------------------------------------- | ------- | ---------- |
| 7     | Румыния · Георге Чимпоя · Константин Карабела · Николае Бэрбэшеску · Вильмош Георге | 2:25:39,8 36:54,2 34:54,7 38:50,3 35:00,6 | 4 0 4 0 | +12:37,4   |

### Фигурное катание
Соревнования прошли на искусственном льду Дворца спорта в Гренобле. Выступления спортсменов оценивали по старой системе судейства, где важнее была «сумма мест»: сколько судей поставят спортсмена на более высокое место.
Отмечают, что выступление юной Бятриче Хуштиу хотя и не впечатлило судей, понравилось зрителям, особенно её «коронные элементы» — вращения и заклоны. Произвольную программу она катала на музыку Верди.
Женщины — одиночное катание
| Спортсменка    | Обязательные фигуры | Произвольная программа | Баллы  | Сумма мест | Место |
| -------------- | ------------------- | ---------------------- | ------ | ---------- | ----- |
| Бятриче Хуштиу | 31                  | 20                     | 1457,2 | 257        | 29    |

### Хоккей
Этот олимпийский хоккейный турнир был одновременно 35 чемпионатом мира и 46 чемпионатом Европы, он проходил в Гренобле с 6 по 17 февраля.
Перед началом соревнований прошёл квалификационный отбор за право играть в группе «А» (три матча, в том числе  ФРГ —  Румыния 7:0), в результате чего румынская сборная попала в группу «Б» чемпионата мира. Матчи группы «Б» проходили Муниципальном катке.
Румынская сборная заняла 12 место.
| Место | Команда | Всего матчей | Выиграно | Ничья | Проиграно | Шайбы | Разн. | Очки |
| ----- | ------- | ------------ | -------- | ----- | --------- | ----- | ----- | ---- |
| 12    | Румыния | 5            | 2        | 0     | 3         | 22:23 | - 1   | 4    |